# Hans Tausen

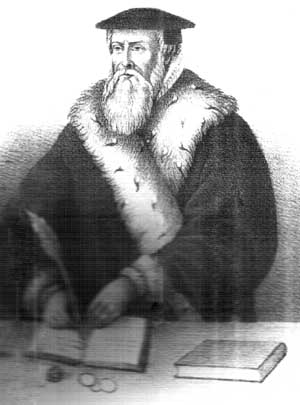
Hans Tausen

Hans Tausen, född 1494 på Fyn, död 11 november 1561 i Ribe, var en dansk reformator och psalmförfattare.

## Biografi
Tausen var ursprungligen johannitermunk och utbildade sig först på universitetet i Rostock 1516–1521. Han studerade sedan i Wittenberg 1523–25, innan han i ordensklostret i Viborg predikade luthersk protestantism.
De kyrkliga myndigheterna ville ingripa mot Tausen, men han hade vunnit borgarnas förtroende och erhöll 1526 ett kungligt skyddsbrev. Han kunde därmed predika den nya läran fritt från 1529 som präst i Nikolaj Kirke i Köpenhamn. Han blev därmed reformator i Danmark och senare biskop i Ribe från 1541.
Tausen ingick i redaktionen för ny kyrkoförfattning 1537, Kirkeordinansen. Han gav ut en postilla 1539 och en psalmbok 1544. Han antas också ha skrivit den danska bekännelseskriften Confessio Hafniensis ("Köpenhamnsbekännelsen") 1530.
Som psalmförfattare är Tausen representerad i den danska Psalmebog for Kirke og Hjem.

## Psalmer
- Fra Himlen højt kom budskab her
- Fra Himlen kom en engel klar
- Forgæves er vor kraft og kunst